# Захария (окръг Пафос)
Захария (на гръцки: Ζαχαριά, Захаря̀) е изоставено село в Кипър, окръг Пафос. Според статистическата служба на Република Кипър през 2001 г. селото няма жители.
Намира се на 4 км южно от Лисос. След събитията от 1974 г., кипърските турци са принудени да емигрират в Северен Кипър и селото бива изоставено.